# Xã Lovett, Quận Jennings, Indiana
Xã Lovett (tiếng Anh: Lovett Township) là một xã thuộc quận Jennings, tiểu bang Indiana, Hoa Kỳ. Năm 2010, dân số của xã này là 1.160 người.